# Tempestade tropical Danny (2021)
A tempestade tropical Danny foi um ciclone tropical fraco e de curta duração que causou danos menores aos estados americanos da Carolina do Sul e Geórgia. A quarta depressão e batida de tempestade da temporada de furacões no oceano Atlântico de 2021, o sistema se formou a partir de uma área de baixa pressão, a leste da Flórida. Embora estivesse se movendo sobre a Corrente do Golfo, a intensificação da tempestade foi prejudicada por fortes ventos de nível superior. Às 15:00 UTC de 28 de junho, enquanto as imagens de satélite mostravam um centro bem definido e tempestades, o sistema foi atualizado para uma depressão tropical pelo National Hurricane Center (NHC) perto da costa da Carolina do Sul enquanto se movia para oeste-noroeste. Quatro horas depois, o sistema fortaleceu-se ainda mais até a tempestade tropical Danny, a leste-sudeste de Charleston. Um sistema distorcido em imagens de satélite, Danny continuou sua trilha em direção à Carolina do Sul enquanto se fortalecia lentamente, posteriormente atingindo seu pico de intensidade naquele dia de 72 km/h (45 mph) e uma pressão barométrica de 1009 mb (29,80 inHg). O sistema então atingiu a ilha de Pritchards, ao norte de Hilton Head como uma tempestade tropical mínima no dia seguinte, indicando que Danny enfraqueceu antes de se mudar para o interior. O sistema então enfraqueceu para uma depressão tropical enquanto se dirigia para o centro-leste da Geórgia.
Danny foi o primeiro sistema a fazer desembarque no estado americano de Carolina Do Sul no mês de junho desde um furacão sem nome em 1867. Grandes quantidades de Chuva foram registadas em algumas partes de Georgia e Carolina Do Sul, causando pequenas inundações. Os efeitos também foram limitados a algumas árvores caídas e relâmpagos. Foram necessários dez resgates em duas praias diferentes em Carolina Do Norte devido às correntes de retorno. Nenhuma morte foi relatada até agora nestes estados, enquanto os danos causados por Danny eram desconhecidos.

## História meteorológica
Uma área de mau tempo se separou de uma frente fria em dissipação sobre o Atlântico Central, bem a leste das Bermudas em 22 de junho. No dia seguinte, esta área tornou-se uma depressão superficial à medida que se deslocava para sudoeste antes de acelerar para oeste sob a influência de um sistema de alta pressão ao norte. Ao longo dos próximos dias, uma convecção desorganizada formou-se sobre o vale à medida que se movia rapidamente para oeste-noroeste e em 26 de junho, o National Hurricane Center (NHC) começou a monitorar a perturbação para o desenvolvimento enquanto passava várias centenas de quilômetros ao sul das Bermudas. Cerca de 24 horas depois, observações de navios, bóias e imagens de satélite revelaram que uma pequena área de baixa pressão desenvolveu cerca de 500 milhas (800 km) leste-sudeste da fronteira Geórgia - Carolina do Sul, em uma área de pressões superficiais decrescentes, embora tempestades desorganizadas permanecessem deslocadas para o noroeste do centro devido aos fortes ventos de alto nível produzidos por uma baixa de nível superior próxima. Além disso, a atividade convectiva do sistema também ficou mais bem organizada. Mais tarde, ao se aproximar da Carolina do Sul e cruzar as águas quentes da Corrente do Golfo, a circulação do sistema tornou-se bem definida e, como resultado, o NHC atualizou o sistema para uma depressão tropical às 15:00 UTC do dia 28 de junho, próximo a litoral do estado.
A depressão então virou oeste-noroeste e quando uma aeronave de reconhecimento confirmou ventos fortes, incluindo o equipamento de radar em Charleston, o sistema foi atualizado para a tempestade tropical Danny às 19:05 UTC daquele dia, tornando-se a quarta tempestade nomeada de a temporada de furacões no Atlântico de 2021. A convecção da tempestade, em seguida, explodiu, continuando sua trilha oeste-noroeste; no entanto, a intensificação de Danny é um tanto inibida pela interação com a terra da Carolina do Sul. Naquela época, atingiu seu pico de intensidade com ventos máximos sustentados de 45 milhas por hora (72 km/h) e uma pressão barométrica mínima de 1 009 millibars (30 inHg). Mantendo firmemente seu movimento, Danny atingiu a costa em Pritchards Island, Carolina do Sul, ao norte de Hilton Head como uma tempestade tropical mínima às 23:30 UTC, com ventos de 40 milhas por hora (64 km/h), indicando que a tempestade enfraqueceu ligeiramente antes de se mover para o interior. Ao entrar na porção centro-leste da Geórgia, o sistema enfraqueceu para uma depressão tropical como evidenciado por dados de radar Doppler e observações de superfície. Embora situado sobre o condado de Washington no estado, Danny degenerou em um ponto baixo remanescente no início de 29 de junho, antes de se dissipar às 09:00 UTC daquele dia, quando seu centro de circulação de baixo nível tornou-se mal definido.

## Preparações e impacto

Danny se intensificando antes do desembarque na Carolina do Sul

Apesar da previsão de Danny não causar grandes impactos ao sudeste dos Estados Unidos, esperava-se que partes da Geórgia, Carolina do Sul e norte do Alabama veriam a poucos centímetros de chuva do sistema. As inundações repentinas também eram potenciais no continente. Bandeiras vermelhas duplas foram colocadas em Myrtle Beach, na Carolina do Sul, para alertar as pessoas que nadar na área é proibido. Um alerta de tempestade tropical também foi emitido de Edisto Beach para Santee River na Carolina do Sul às 15:00 UTC em 28 de junho. O Storm Prediction Center, em antecipação a Danny, também publicou um risco marginal de mau tempo no estado em 29 de junho. À medida que o sistema se movia para o interior, os avisos do Ventos de Lago também foram emitidos em partes de Midlands no mesmo dia. Os alertas sobre o estado de Danny foram cancelados às 03:00 UTC de 29 de junho, quando o sistema enfraqueceu para uma depressão tropical, no interior da Geórgia.
O sistema foi a primeira tempestade a atingir a Carolina do Sul no mês de junho desde um furacão de categoria 1 sem nome em 1867. Dez resgates foram necessários nas praias de Carolina e Wrightsville na Carolina do Norte devido às correntes marítimas em 28 de junho. No mesmo dia, uma estação meteorológica em Folly Beach registou uma rajada de vento de 66 km/h (41 mph) enquanto Danny se movia para o interior. A Palmetto Electric e a Dominion Energy relataram mais de 1.251 cortes de energia no total devido à tempestade no condado de Beaufort, na Carolina do Sul. Quedas de raios também foram vistas no estado, junto com pequenas enchentes e chuvas fortes. Uma árvore foi derrubada em SC 170 e alguns danos ocorreram em Savannah, Geórgia. Pequenas inundações também foram relatadas em partes dos condados de Jasper e Chatham. Purrysburg, no estado, recebeu a maior quantidade de chuva de Danny, totalizando 132 mm (5.21 in) enquanto Monteith no mais baixo, com 79 mm (3.10 in).